# 山下澄人
 山下澄人（1966年1月25日—）是日本作家，出生於兵庫縣神戶市，畢業於神戶市立神戶商業高中。早年山下曾經演過電視劇，2011年文學上處女出道，憑發表在「平凡社」的《綠的逝去》獲得野間文藝獎新人獎，2012年至13年兩年間三度入圍芥川獎，至2017年，終於藉刊載在「新潮7月號」的《新世界》獲得芥川獎。